# Danny Stenning
Daniel James Stenning, más conocido como Danny Stenning (Worthing, Sussex Occidental, Inglaterra, 18 de febrero de 1994), es un futbolista inglés. Se desempeñaba como centrocampista  en el Chelsea FC de la Premier League de Inglaterra.

## Trayectoria
Danny ha sido parte de la Academia del Chelsea Football Club desde los 14 años de edad. Luego de haberse establecido en las diferentes categorías de la cantera, Danny fue seleccionado para participar en la Dallas Cup con el equipo juvenil, la cual se llevó a cabo en Estados Unidos, junto con sus compañeros del equipo Sub-16 Archange Nkumu y Todd Kane. En la temporada 2010-11, Danny fue promovido al equipo juvenil.

## Clubes
| Club       | País       | Año         |
| ---------- | ---------- | ----------- |
| Chelsea FC | Inglaterra | 2008 - 2012 |